# South Marston
South Marston – wieś w Anglii, w hrabstwie ceremonialnym Wiltshire, w dystrykcie (unitary authority) Swindon. Leży 57 km na północ od miasta Salisbury i 111 km na zachód od Londynu.